# Egidio Ferrara
Egidio Ferrara (Napoli, 6 aprile 1891 – Fondi, 8 giugno 1948) è stato un politico italiano.

## Biografia
Laureato in giurisprudenza e in scienze economiche e commerciali, lavorò come notaio. 
Impegnato in politica con la Democrazia Cristiana, venne eletto nella I legislatura della Repubblica Italiana alla Camera nella circoscrizione Napoli-Caserta; morì un mese dopo l'ingresso in carica, l'8 giugno 1948, all'età di 57 anni a causa di incidente ferroviario tra Itri e Fondi. A Montecitorio venne sostituito da Giuseppe Liguori.